# 三島神社のキンモクセイ

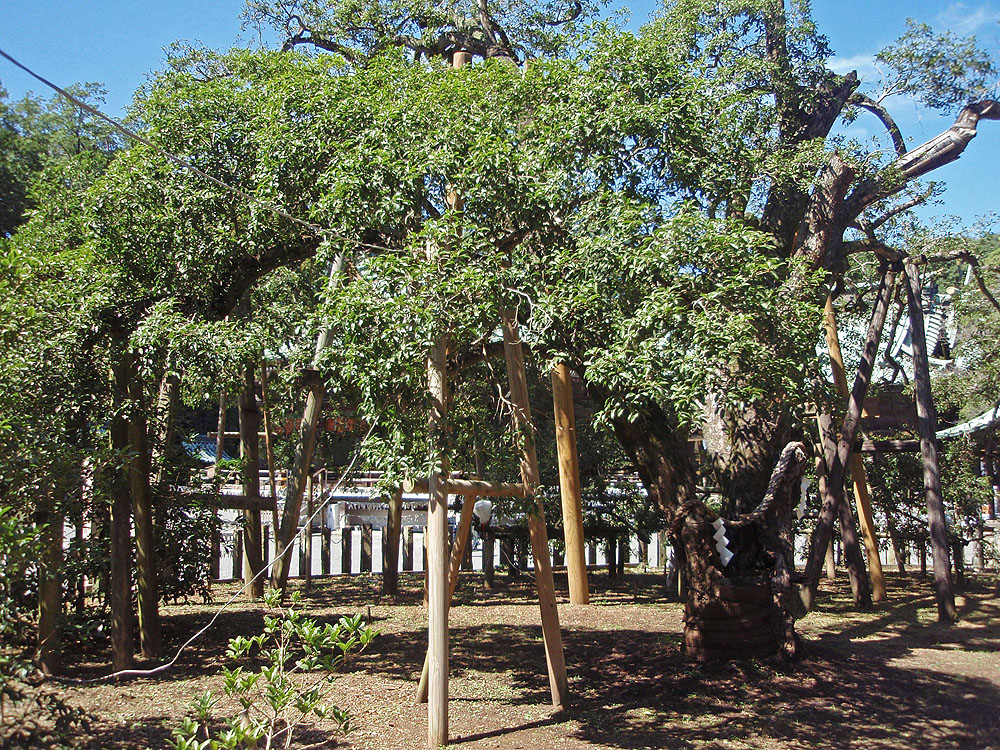
三島神社のキンモクセイ、2011年9月18日

三島神社のキンモクセイ（みしまじんじゃのキンモクセイ）は、静岡県三島市の三嶋大社境内に生育するウスギモクセイ（薄黄木犀）の巨木である。推定の樹齢は1200年以上といわれ、1934年（昭和9年）に「三島神社のキンモクセイ」の名称で国の天然記念物に指定された。三嶋大社の神木であり、満開のときには2里（8キロメートル）以上の彼方にまでその芳香が風に乗って届くといわれる。この木は、1回目の花が散った後に2回目の花を開かせる「2度咲き」の性質を持つことでも知られる。

## 由来
三嶋大社は古くから伊豆国一の宮として信仰を集めている神社で、1180年（治承4年）に源頼朝が平家討伐の旗揚げを行ったことでも知られる。神門を入ると、本殿近くの東南隅に周囲に柵をめぐらされ、根の周りには保護のための板囲いをされた状態でこの木が生育している。この木は雌雄異株の雄株で、推定の樹齢は1200年以上とされている。花の色などからこの木はキンモクセイ（学名：Osmanthus fragrans Lour. var. aurantiacus Makino）ではなく近縁種のウスギモクセイ（学名：Osmanthus fragrans Lour. var. thunbergii Makino）と推定されているが、国の天然記念物としての指定名称は「三島神社のキンモクセイ」である。
樹高は約15メートル、根回りは約3-4メートルを測る。しめ縄が施された主幹は地上1メートル以上のところで2本に分かれ、それぞれがまた3本の支幹に分かれた上、枝が四方に伸びて大きな枝ぶりを見せ、その面積は3アールにも及び、枝の先端は地上約1メートル近くにまで垂下している。葉をびっしりと茂らせた樹冠の姿は、半球状によく整って緑の帽子をかぶったようにも見える。
この木は、1回目の花が散った後に2回目の花を開かせる「2度咲き」の性質を持つことで知られる。1933年（昭和8年）の記録によると、9月10日に1回目の花の蕾がすべての枝に現れ、9月12日に開花、9月14日には満開となった後、17日に落花した。2回目の花の蕾は9月22日にすべての枝に現れ、9月26日に開花し、9月28日に満開となっている。どちらの花も強い芳香を持つが、2回目の花の方がやや白っぽく薄い色をしている。満開の時にはその芳香は風に乗って漂い、8キロメートル以上の彼方にまで届くという。
昭和末期に枝が繁茂しすぎて樹勢が衰えた時期があり、1985年（昭和60年）の春には「寿命はあと3年」と宣告されていた。この木を守るために専門家に依頼して土壌の改良やミネラルの投与といった対策を講じた結果、樹勢は回復している。毎年9月、満開の夜には地元のモクセイ保存会がこの木の長寿を願って「木犀の夕」を催している。
この木は「木犀ノ巨樹トシテ有数ノモノナリ」という理由で1934年（昭和9年）5月1日に国の天然記念物に指定された。1990年（平成2年）に開催された「国際花と緑の博覧会」に合わせて企画された「新日本名木100選」にも選定されている。

## 交通アクセス
所在地
静岡県三島市大宮町二丁目1番5号
交通
伊豆箱根鉄道駿豆線三島田町駅から徒歩5分、またはJR東海東海道本線・東海道新幹線または伊豆箱根鉄道駿豆線 三島駅徒歩10分。